# 神使之杖Z 雙超執刀
《神使之杖Z 雙超執刀》（英文版名：Trauma Center: Second Opinion）是Atlus製作於發售的2006年12月2日Wii遊戲，是《超執刀 神使之杖》的重製版。
除了重製《超執刀 神使之杖》，還加上新的故事和系統。和前作一樣，故事會是隨劇情發展的冒險遊戲，而手術場景就是新類型「科幻外科動作」遊戲。本遊戲只對應4:3螢幕，沒有對應寬螢幕。新加入電擊器代替前作的按摩心臟，以Wii遙控和nunchuk按節拍按Z按鈕和B按鈕來恢復心律，手電筒在黑暗中照亮局部範圍，以及閃光燈在黑暗中照亮一瞬間。

## 外部連結
- （日語）《神使之杖Z 雙超執刀》官方網站
- （英文）《神使之杖Z 雙超執刀》官方網站